# VM i curling 1981 (kvinder)
Verdensmesterskabet i curling for kvinder 1981 var det tredje VM i curling for kvinder. Mesterskabet blev arrangeret af World Curling Federation og (ligesom de to første mesterskaber) afviklet i arenaen Perth Ice Rink i Perth, Skotland i perioden 16. - 21. marts 1981. 
Mesterskabet blev vundet af Sveriges hold under ledelse af Elisabath Högström, som i finalen besejrede Canada med 7−2, og som dermed vandt verdensmesterskabet for kvinder for første gang. Det var tredje år i træk, at svenskerne var i finalen.
Danmark blev repræsenteret af et hold fra Hvidovre Curling Club med Marianne Qvist som skipper, som endte på femtepladsen efter fem sejre og fire nederlag.

## Hold
Mesterskabet havde deltagelse af 10 hold: Otte fra Europa og to fra Nordamerika:
| Europa  |              | Nordamerika |
| Danmark | Schweiz      | Canada      |
| Holland | Skotland     | USA         |
| Italien | Sverige      |             |
| Norge   | Vesttyskland |             |

## Resultater
De ti deltagende hold spillede først et grundspil alle-mod-alle, hvilket gav ni kampe til hvert hold. De fire bedste hold efter grundspillet gik videre til slutspillet om medaljer.

### Grundspil
De elleve hold spillede en enkeltturnering alle-mod-alle, hvilket gav ti kampe til hvert hold. De fire bedste hold i grundspillet gik videre til slutspillet.
| Runde | Kampe              | Kampe | Kampe                | Kampe | Kampe              | Kampe | Kampe                 | Kampe | Kampe                | Kampe |
| ----- | ------------------ | ----- | -------------------- | ----- | ------------------ | ----- | --------------------- | ----- | -------------------- | ----- |
| 1     | Danmark - Italien  | 9-8   | Vesttyskl. - Holland | 8-4   | USA - Schweiz      | 2-8   | Sverige - Canada      | 4-6   | Skotland - Norge     | 5-8   |
| 2     | Schweiz - Skotland | 8-7   | Vesttyskl. - Danmark | 6-9   | Holland - Sverige  | 2-9   | Norge - USA           | 7-5   | Canada - Italien     | 9-8   |
| 3     | Italien - Norge    | 4-10  | Holland - Canada     | 1-10  | Danmark - Schweiz  | 5-4   | Skotland - Vesttyskl. | 6-8   | USA - Sverige        | 5-7   |
| 4     | Holland - Norge    | 2-12  | Sverige - Vesttyskl. | 8-1   | USA - Italien      | 6-13  | Canada - Schweiz      | 7-9   | Danmark - Skotland   | 5-6   |
| 5     | USA - Skotland     | 5-6   | Italien - Sverige    | 4-8   | Norge - Canada     | 6-8   | Danmark - Holland     | 10-4  | Schweiz - Vesttyskl. | 9-4   |
| 6     | Canada - Danmark   | 7-3   | Holland - USA        | 5-8   | Schweiz - Norge    | 7-8   | Skotland - Sverige    | 6-11  | Vesttyskl. - Italien | 9-10  |
| 7     | Schweiz - Sverige  | 5-7   | Skotland - Canada    | 3-8   | Vesttyskl. - USA   | 6-8   | Norge - Danmark       | 5-4   | Italien - Holland    | 11-2  |
| 8     | Norge - Vesttyskl. | 9-8   | Sverige - Danmark    | 8-3   | Italien - Skotland | 5-11  | Schweiz - Holland     | 13-2  | Canada - USA         | 9-2   |
| 9     | Holland - Skotland | 6-11  | Italien - Schweiz    | 4-12  | Sverige - Norge    | 12-4  | Vesttyskl. - Canada   | 4-5   | Danmark - USA        | 7-6   |

| Plac. | Hold         | Kampe | Vundne | Tabte | Indbyrdes           | Tiebreak |
| ----- | ------------ | ----- | ------ | ----- | ------------------- | -------- |
| 1.    | Canada       | 9     | 8      | 1     | 1 sejr, 0 nederlag  |          |
| 2.    | Sverige      | 9     | 8      | 1     | 0 sejre, 1 nederlag |          |
| 3.    | Norge        | 9     | 7      | 2     |                     |          |
| 4.    | Schweiz      | 9     | 6      | 3     |                     |          |
| 5.    | Danmark      | 9     | 5      | 4     |                     |          |
| 6.    | Skotland     | 9     | 4      | 5     |                     |          |
| 7.    | Italien      | 9     | 3      | 6     |                     |          |
| 8.    | USA          | 9     | 2      | 7     | 1 sejr, 0 nederlag  |          |
| 9.    | Vesttyskland | 9     | 2      | 7     | 0 sejre, 1 nederlag |          |
| 10.   | Holland      | 9     | 0      | 9     |                     |          |

### Slutspil
De fire bedste hold fra grundspillet spillede i slutspillet om medaljer.
| Runde       | Kampe            | Kampe |
| ----------- | ---------------- | ----- |
| Semifinaler | Sverige - Norge  | 4-2   |
| Semifinaler | Canada - Schweiz | 7-6   |
| Finale      | Canada - Sverige | 2-7   |

### Samlet rangering
| Plac. | Hold         | 4                       | 3                       | 2                 | 1                |
| ----- | ------------ | ----------------------- | ----------------------- | ----------------- | ---------------- |
| Guld  | Sverige      | Elisabeth Högström      | Carina Olsson           | Birgitta Sewik    | Karin Sjögren    |
| Sølv  | Canada       | Susan Seitz             | Judy Erickson           | Myrna McKay       | Betty McCracken  |
| 3.    | Norge        | Anne Jøtun              | Bente Hoel              | Elisabeth Skogen  | Hilde Jøtun      |
| 4.    | Schweiz      | Susan Schlapbach        | Irene Bürgi             | Ursula Schlapbach | Katrin Peterhans |
| 5.    | Danmark      | Helena Blach Lavrsen    | Marianne Qvist          | Astrid Birnbaum   | Malene Krause    |
| 6.    | Skotland     | Helen Caird             | Rae Gray                | Sheena Hay        | Helen Watson     |
| 7.    | Italien      | Maria-Grazzia Lacedelli | Ann Lacedelli           | Tea Valt          | Marina Pavani    |
| 8.    | USA          | Nancy Langley           | Carol Dahl              | Leslie Frosch     | Nancy Pearson    |
| 9.    | Vesttyskland | Almut Hege-Schöll       | Suzanne Fink            | Renate Räderer    | Ingeborg Stock   |
| 10.   | Holland      | Laura van Imhoff        | Hermance van den Houten | Annemie de Jongh  | Hanneke Veening  |